# Aeroportul Okinoerabu
Aeroportul Okinoerabu (IATA: OKE, ICAO: RJKB) este un aeroport din Wadomari⁠(d), Ōshima district⁠(d), Prefectura Kagoshima, Japonia. Aeroportul a fost tranzitat în 2023 de 111.191 de pasageri.
Situat la o altitudine de 27 m, aeroportul dispune de o singură pistă. Este operat de Prefectura Kagoshima.